# Тополе (Арецо)
Тополе је насеље у Италији у округу Арецо, региону Тоскана.
Према процени из 2011. у насељу је живело 6 становника. Насеље се налази на надморској висини од 442 м.